# Мезенцев (хутор)
Мезенцев — хутор в Родионово-Несветайском районе Ростовской области, у границы с Украиной.
Входит в состав Барило-Крепинского сельского поселения.

## География
На хуторе имеется одна улица — Степная.

## Население
| 2010 | 2018 |
| ---- | ---- |
| 32   | ↘23  |